# Vengeance Rising
Vengeance Rising ist eine Thrash-Metal-Band aus den USA. Sie war eine der ersten Bands aus der christlichen Szene in diesem Genre und wurde dadurch bekannt. Die Band fiel jedoch auseinander, als Sänger Roger Martinez sich von seinem Glauben abwandte; trotz seiner Versuche, an frühere Erfolge anzuknüpfen, wurde seit 1992 kein neues Album mehr herausgebracht.

## Bandgeschichte
„Vengeance“ entstand 1986 aus einer Band namens „Sacrifice“, die aus Doug Thieme, Glenn Rogers (später bei „Deliverance“, jetzt „Hirax“) und Brian Khairullah (später bei „Deliverance“) bestand. In dieser Zeit entstanden bereits Songs, die später auf dem ersten Album erscheinen sollten („White Throne“, „Burn“, „Human Sacrifice“), an deren Songwriting Glenn Rogers einen erheblichen Anteil hatte. Es fanden dann einige Besetzungswechsel statt, Brian Khairullah wurde durch Roger Martin, Glenn Rogers durch Larry Farkas ersetzt, Glen Mancaruso und Roger Martinez stießen zur Band. Zu diesem Zeitpunkt wurde „Sacrifice“ in „Vengeance“ umbenannt. Die Band stand in engem Kontakt mit der christlichen Gemeinde Sanctuary Church.
1988 wurde eine Demo herausgegeben, 1989 folgte das erste Full-Lentgh Album Human Sacrifice. Kurz darauf bekam „Vengeance“ rechtliche Probleme wegen des Namens, der bereits von einer anderen Band benutzt wurde, das Problem wurde durch den Namenszusatz „Rising“ gelöst. Es wurden nur 1000 CDs ohne das Wort „Rising“ unter dem „Vengeance“-Logo produziert. Dieses und das nächste Album (Once Dead) waren erfolgreich und machten die Band in der Szene bekannt. Nach der „Once Dead“-Tour hatte die Band Schulden, darauf stiegen alle bis auf Martinez aus der Band aus und gründeten „Die Happy“.
Martinez beabsichtigte, mit der Bandarbeit unter dem bisherigen Namen Vengeance Rising fortzufahren, und scharte neue Musiker um sich. So spielten auf dem nächsten Album (Destruction Comes) Chris Hyde Schlagzeug, Derek Sean Gitarre, während Martinez neben dem Gesang noch E-Bass und Gitarre spielte.
Für das Album Released upon the Earth verpflichtete er dann den Drummer Johnny Vasquez, Bassist Joe Monsorbnik und Gitarrist Jamie Mitchell. Für die folgenden Live-Auftritte kam George Ochoa an der Gitarre dazu. Obwohl die Band es schaffte, zwei neue Alben zu veröffentlichen, konnten die Schulden nicht abgetragen werden, wodurch sie schließlich komplett auseinanderfiel.
Im Jahr 1993 wurde von der Plattenfirma (Intense Records) ein Best-Of-Album von Vengeance Rising herausgebracht (Anthology).
Martinez, der Pastor bei Sanctuary war, begann, an seinem Glauben zu zweifeln. Er fühlte sich betrogen und alleingelassen, wandte sich vom Glauben ab, bezeichnete sich als Atheist und vertrat eine extrem gegensätzliche Einstellung zu seinem früheren Glauben. „Vengeance Rising“ wurde erneut komplett umbesetzt. Er erstellte eine Website, auf der er unter anderem Artikel veröffentlichte, die sich gegen die Personen richteten, von denen er sich betrogen fühlte.
Für Halloween 2000 kündigte er ein Album namens Realms of Blasphemy an, das jedoch nie erschien. 2004 spielten die Mitglieder des Lineups der ersten zwei Alben, mit Ausnahme von Roger Martinez ein Reunionkonzert unter dem Namen „Once Dead“. Danach versuchte Martinez wieder, ein komplettes Lineup auf die Beine zu stellen; „Vengeance Rising“ spielte im August 2006 ein Konzert in St. Louis.

## Diskografie
- Demo, 1988
- Human Sacrifice, 1989
- Once Dead, 1990
- Destruction Comes, 1991
- Released upon the Earth, 1992
- Anthology, 1993